# Аеродинамічна якість

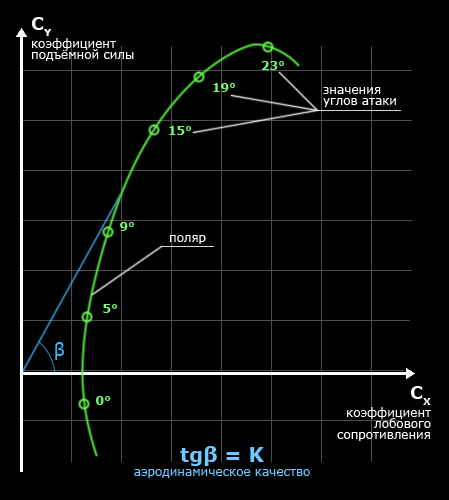
Поляра першого роду (показана зеленим), що демонструє залежність коефіцієнтів лобового опору і підіймальної сили від кута атаки. Дотична (показана синім) вказує точку поляри, що відповідає максимальній якості.

Аеродинамічна якість — відношення підіймальної сили літального апарата до аеродинамічного опору (або відношення їх коефіцієнтів) у потоковій системі координат при даному куті атаки. Покращення аеродинамічної якості є однією з основних задач аеродинаміки.
На практиці цю величину обчислюють для певного діапазону швидкостей, а отримані дані представляють у вигляді графіка.

## Визначення
Аеродинамічна якість визначається наступним співвідношенням:
{\displaystyle K(\alpha )={\frac {C_{ya}(\alpha )}{C_{xa}(\alpha )}}},
де
{\displaystyle \alpha } — кут атаки;
{\displaystyle C_{ya}} — коефіцієнт підіймальної сили;
{\displaystyle C_{xa}} — коефіцієнт лобового опору.

## Опис
Підіймальна сила є корисною складовою аеродинамічної сили, яка підтримує літальний апарат у повітрі. Лобовий опір, навпаки, призводить до додаткової витрати енергії літального апарата і є шкідливою складовою. Таким чином, їхнє відношення дозволяє схарактеризувати якість літального апарата. Більшій аеродинамічній якості відповідає більша підіймальна сила та (або) менший опір руху.
Максимальне значення аеродинамічної якості для літака відповідає найвигіднішому куту атаки для здійснення планування на максимальну дальність у спокійній атмосфері. Аеродинамічна досконалість літака визначається меншим лобовим опором при даній підіймальній силі.
На полярі, яка являє собою об'єднаний графік залежності коефіцієнтів лобового опору і підіймальної сили від кута атаки, аеродинамічна якість для кожного кута атаки є тангенсом кута нахилу лінії, що з'єднує початок координат, з точкою поляри, що відповідає цьому куту атаки.
У простішому представленні аеродинамічна якість можна розцінювати як відстань, яка може пролетіти літальний апарат з деякої висоти в штиль з вимкненим двигуном (якщо він взагалі є). Наприклад, у планера якість зазвичай близько 30, а у дельтаплана — 10). Тобто з висоти 1 кілометр спортивний планер зможе пролетіти в ідеальних умовах приблизно 30 км, а дельтаплан — 10.

## Аеродинамічна якість деяких літальних апаратів і птахів
| Країна    | Перший політ | ЛА                            | k        | Режим польоту         | Тип                                                         |
| --------- | ------------ | ----------------------------- | -------- | --------------------- | ----------------------------------------------------------- |
| Росія     | 1966         | «Союз»                        | 0,25—0,3 | політ в атмосфері     | Спускальний апарат                                          |
| США       | 1968         | «Аполлон»                     | 0,368    | політ в атмосфері     | Спускальний апарат                                          |
| СРСР      | 1988         | «Буран»                       | 1,3      | на гіперзвуці         | Багаторазовий космічний ЛА                                  |
|           |              | Горобець                      | 4        |                       | Пташка сімейства горобиних                                  |
| США       | 1981         | Спейс Шаттл                   | 4,5      | посадка               | Багаторазовий космічний ЛА                                  |
| СРСР      | 1988         | «Буран»                       | 5,6      | на дозвуковому режимі | Багаторазовий космічний ЛА                                  |
| СРСР      | 1970         | Су-24                         | 9,5      | макс.,М<1             | Фронтовий бомбардувальник зі змінною стрілоподібністю крила |
|           |              | Срібляста чайка               | 10       |                       | Морська пташка сімейства чайкових                           |
| СРСР      | 1947         | Ан-2                          | 10       | макс.                 | Біплан загального призначення                               |
| СРСР      | 1977         | МіГ-29                        | 10,4     | макс., М=0,75         | Багатоцільовий винищувач 4 покоління                        |
| США       | 1983         | Боїнг 767—233 (Планер Гімлі)  | ~12      | планерування          | Широкофюзеляжний пасажирський літак                         |
| СРСР      | 1975         | Як-42                         | 15       | макс. (при малих М)   | Регіональний пасажирський літак                             |
| Україна   | 2003         | Aeros Combat L                | 16,7     | макс.                 | Безмачтовий дельтаплан                                      |
|           |              | Альбатрос                     | 20       |                       | Морська пташка                                              |
| США       | 1984         | Рутан Ейркрафт Вояджер        | 27       | макс.                 | Експериментальний літак для рекордних польотів              |
| США       | 2005         | Вірджин Атлантик Глобал Флаєр | 37       | макс.                 | Експериментальний літак для рекордних польотів              |
| Німеччина | 1993         | Schleicher ASH 26             | 50       | макс. (при 85 км/г)   | Серійний планер                                             |
| Німеччина | 2005         | Schleicher ASG 29-18m         | 52       | макс.                 | Серійний планер                                             |
| Німеччина | 1986         | Schleicher ASH 25             | 57       | макс.                 | Двомісний серійний планер.                                  |